# Одвајање деце од родитеља
Различите ситуације могу раздвојити родитеље од детета на неко време, а током тих периода немогуће је да модулирају бригу о својој деци. Потреба да зараде за живот често одваја родитеље од деце на неколико сати дневно, током целе недеље. Породичне буре, као што су развод, смрт једног родитеља или продужено боловање које захтева хоспитализацију, такође раздвајају децу од родитеља. 
Велике катастрофе – рат, поплаве, оскудица – могу изместити целу популацију. Развојни психолози дуго се интересују за последице одвајања деце од родитеља. Они настоје да схвате како одвајање утиче на развој у време када се деси, и како може утицати на каснији развој. Ово знање може омогућити осмишљавање успешних терапија за децу која су погођена таквим одвајањима.

## Привремена одвајања од родитеља
Када се о деци брину особе које нису део породице, током једног дела сваког радног дана, док њихови родитељи раде, може се рећи да та деца доживљавају релативно благи облик одвајања од родитеља. Многи истраживачи су уверени да различити облици дневног збрињавања деце, уколико су високог квалитета, немају трајне негативне ефекте на каснији развој деце. Међутим, неки тврде да без обзира на квалитет, продужено дневно збрињавање деце млађе од годину дана има трајне негативне ефекте. 
Други облици одвајања јављају се када мала деца морају да буду хоспитализована. Неколико студија процењивало је ефекте хоспитализације на каснији емоционални развој. На пример, Ратер је испитивао 400 десетогодишњака да би утврдио да ли је рана хоспитализација утицала на њихов каснији психолошки развој. Утврдио је да једна хоспитализација која траје до 8 дана, пре узраста од 5 година, не доводи до емоционалних или бихејвиоралних поремећаја који се могу уочити на узрасту од 10 година.
Међутим, показало се да су поновљене хоспитализације биле повезане са проблемима у понашању и деликвенцијом у каснијем детињству. Као што је раније истакнуто, мора се бити опрезан при тумачењу резултата истраживања у којима су разлике у искуству природне, а не резултат експерименталне манипулације. Због тога је и Ратер разматрао и друга могућа објашњења ових налаза. На пример, каснији психолошки проблеми могу бити резултат стреса због дуготрајне болести, а не одвајања детета од родитеља. На другу могућност указала су истраживања у којима је утврђено да деца која су више пута хоспитализована чешће долазе из социјално и економски угрожених породица, него деца која нису била хоспитализована. Негативни ефекат поновљених хоспитализација може бити мање одраз поремећених социјалних односа услед одвајања, а више одраз хронично тешких животних услова или лошег здравља.
Трауматичнији облици одвајања често се дешавају у време ратова. Током раних 40-тих година двадесетог века, немачке ваздухопловне снаге спровеле су кампању интензивног бомбардовања цивилног становништва Лондона и других енглеских градова. Велики број енглеске деце је тада послато да живе у сигурнијем окружењу на селу, код рођака, у хранитељским породицама или у другим облицима организованих специјалних група за живот деце, док су њихови родитељи остајали у градовима. У једном истраживању, праћене су реакције једне групе такве деце узраста од неколико месеци до 4 године. Установљено је да су многа деца била узнемирена одвајањем од родитеља. Међутим, када су ова деца испитивана 20 година касније, нису утврђени случајеви менталних поремећаја; њихово понашање као зрелих особа, било је у нормалним оквирима.

## Продужено одвајање од родитеља
Екстремни облик сепарације доживљавају деца која почетак живота проведу у институцијама за незбринуту децу, јер су им  родитељи мртви или не могу да брину о њима. Пошто те институције имају детаљне податке о збринутој деци, изучавања деце одрасле у институцијама пружају најсистематичније податке о утицају постојања више старатеља и лоших услова на каснији социјални и интелектуални развој.

### Деца из сиротишта
Класично лонгитудинално истраживање деце одрасле у сиротишту спровео је Денис са колегама у сиротишту у Либану. Деца су доведена у сиротиште убрзо након рођења. Од када су била тамо, добијала су мало пажње; био је по један старатељ на сваких десеторо деце. И сами старатељи су одрастали у сиротиштима до своје 6. године, када су пребачени у другу институцију. Према Денису, старатељи су поклањали мало пажње индивидуалним потребама деце или њиховим темпераментима. Ретко су причали са децом, нису реаговали на њихове ретке вокализације и ретко су се играли са њима током купања, облачења, пресвлачења или храњења. Уместо тога, остављали су бебе да по цео дан леже на леђима у креветима, а одојчад да седи у оградици само са једном лоптом за игру. Штетни ефекти овог ниског нивоа стимулације и људског контакта били су евидентни након годину дана. Иако су на узрасту од 2 месеца деца била нормална, на основу мера са скале за одојчад, Денис је утврдио да је њихов интелектуални развој био упола спорији када их је тестирао са годину дана. 
Даља развојна судбина ове деце зависила је од њихове даље неге. Она која су била усвојена показала су невероватан напредак. Деца која су усвојена пре 2. рођендана нормално су функционисала када су била тестирана 2 или 3 године након усвајања, а она која су била усвојена током наредне 4 године, показивала су само знаке благе заосталости у интелектуалном функционисању. Деца која су остала институционализована била су далеко лошија. Са 6 година, девојчице су премештене у једну институцију, а дечаци у другу. Институција за девојчице била је налик првом сиротишту, са мало стимулативног искуства и буквално без посвећивања пажње појединачном детету. Када су ове девојчице тестиране, на узрасту од 12 до 16 година, утврђено је да су толико интелектуално заостале да не би биле у стању да функционишу у модерном друштву. Једва су могле да читају, нису знале да гледају на сат, нису знале да окрену седам бројева на телефону или да врате кусур у продавници. Исход за дечаке је био значајно другачији. Институција у коју су пребачени пружала им је много више интелектуалне стимулације и разноврсније искуство него што су имали у сиротишту. Штавише, имали су честе контакте са запосленима у институцији, који су долазили из околних заједница. 
Као последица тога, када су тестирани на узрасту од 10 до 14 година, дечаци су показали значајан опоравак у односу на почетни интелектуални заостатак. Иако је њихово постигнуће на стандардизованим тестовима било испод норми и ниже од постигнућа усвојене деце, било је у оквирима који су им омогућавали функционисање у друштву.

## Деца одгајана у добро опремљеним институцијама
Црна слика добијена у Денисовом истраживању подстакла је даља истраживања деце одрасле у институцијама за збрињавање, са циљем да се утврди да ли су негативни ефекти које је он утврдио последица посебних облика институционалне неге. У једном истраживању испитивано је 65 енглеске деце радничког порекла, која су од рођења до друге године одгајана у институцијама за напуштену децу. Институције су биле врло квалитетне. Деца су добро храњена, особље добро обучено, било је пуно играчака и књига. Међутим, смењивање и распоред особља онемогућавао је формирање блиских личних односа између деце и одраслих.
Истраживачи су утврдили да је о сваком детету, до његове друге године, бринуло 24 васпитача. До узраста од 4½ године, о сваком детету је бринуло чак 50 васпитача. Оваква ситуација није погодовала развоју оне врсте интимног знања и старања за које се претпоставља да леже у основи брижног старања. Истраживачи су процењивали развојни статус деце на узрасту од 4½ и 8 година, и поново када су имала 16 година. 
Деца су груписана у три категорије:
1. Деца која су остала у институцијама.
2. Деца која су враћена породицама након узраста од две године.
3. Деца која су усвојена на узрасту од 2 до 8 година.

Ради поређења, истраживачи су процењивали и групу деце из радничких породица која су увек живела у својој породици. Напуштање институције имало је позитивне ефекте на децу, као што је указивало и Денисово истраживање. Али, колико разлике је правило, зависи од врсте средине у коју су деца отишла, и који је аспект психолошког функционисања посматран. Један од изненађујућих налаза је био да деца која су враћена својим биолошким породицама нису напредовала као деца која су била усвојена. Усвојена деца су имала виша постигнућа на стандардизованим тестовима интелектуалног функционисања, и била су успешнија у читању.
Квалитет односа између усвојене деце и њихових старатеља, такође је био бољи. Скоро сва усвојена деца развила су узајамну афективну везаност са старатељима, без обзира на узраст када су усвојена. То није био случај са децом која су враћена својим биолошким родитељима. Што су била старија када су напустила институцију, мања је била вероватноћа да развију узајамну афективну везаност.
Један од разлога зашто су усвојеничке породице могле бити боље од биолошких јесте у томе што многе породице које су узеле натраг децу нису биле срећне што их имају. Многе мајке су прихватале одговорност само зато што су деца била њихова. Деца су се често враћала у породице где је било друге деце која су захтевала мајчину пажњу, или у породице са очухом који није био заинтересован за њих. Супротно томе, већина родитеља који су усвајали децу били су старији парови без деце, који су их желели и поклањали им доста пажње. Такође, већина породица у којима су деца усвојена била је финансијски у бољем положају него што су биле биолошке породице деце.
Једна област у којој је забележено да је већина институционализоване деце заостајала у односу на контролну групу, јесу њихови социјални односи у школи. Обе групе претходно институционализоване деце оцењене су као »претерано пријатељске«. Имала су »скоро неутаживу жељу за пажњом одраслих и проблеме у формирању добрих односа са вршњацима«. Зашто су ова деца имала тешкоће у социјалним односима у школи али не и код куће, није јасно. Можда су им рана искуства у институцији умањила способност формирања вршњачких односа. Друго објашњење је да су научили стилове интеракције који су били прикладни за институцију, али неадекватни ван ње.
Хранитељске породице обезбеђују алтернативу животу у институцијама. Деца у једном истраживању су живела са породицом Тарнер у Санта Феу, Нови Мексико. Када су деца поново испитивана на узрасту од 16 година, утврђени су слични обрасци. Деца која су враћена биолошким родитељима показивала су високу стопу асоцијалног понашања. Она која су усвојена у нове породице, нису, али чак и она деца која су развила нормалну афективну везаност са старатељима имала су тешкоће у односима са вршњацима и друштвом у целини, када су били тинејџери. 
Напредак код већине деце која су напустила институције за збрињавање говори против теорије о постојану критичног периода за развој афективне везе само током раног одојаштва. Иако је уређење енглеских институција онемогућавало формирање емоционалних веза између деце и старатеља, већина деце која су усвојена у нове породице развила је афективну везаност са својим новим родитељима, иако су била старија од две године. У исто време, ово истраживање потврђује идеју да карактеристике средине у којој дете касније живи одређују да ли ће, или не, недостатак ране афективне везаности бити трајни проблем, пошто су деца која су враћена у равнодушне биолошке породице ређе образовала афективне везе.

## Изолована деца
Најекстремнији забележени случајеви занемаривања су они када су деца била одвојена не само од родитеља, већ од људи уопште. Током последњих 200 година, откривено је неколико случајева ове такозване дивље деце, од којих је најпознатије дивље дете, Виктор. Оваква деца увек су изазивала пажњу јавности, јер је сама идеја да је тако мало дете препуштено само себи у природи, више него драматична. Али, обично су непознати услови њихове изолације као и услови у којима су живела пре изолације. Последично, ретко је могуће извући чврсте закључке о ефектима њиховог искуства током изолације.
Међутим, постоји неколико добро документованих случајева деце која су била изолована у раном детињству због родитеља социопата. Пошто јавне службе сада воде записе о рођењу и друге здравствене белешке, има довољно података о раном животу ове деце, који омогућавају извођење солиднијих закључака о развојним последицама њихових бизарних услова живота. Јармила Колухова је забележила један од оваквих случајева у Чехословачкој. Дечаке, идентичне близанце, родила је 1960. године мајка нормалне интелигенције, која је умрла брзо након порођаја. Кад су имали годину и по дана, њихов отац се поново оженио, али је маћеха показала активан одбацујући став према њима. Дечаци су били приморани да живе у малом, мрачном собичку, без одговарајуће хране и кретања. Деци није било дозвољено да улазе у остатак куће где је нова породица живела, а код њих су ретко долазили.
За њих се сазнало када су имали 6 година. Били су ненормално мали и боловали су од рахитиса. Једва су говорили, нису препознавали познате објекте на фотографијама и били су престрављени новим звуцима и светлима око њих. Дечаци су премештени у институцију где су смештени са млађом децом у безбедном окружењу, и где су добро збринути. Под овим новим условима, дечаци су брзо почели да добијају на тежини, показали су активно интересовање за средину и научили да говоре. Када су први пут тестирани са 8 година, њихова измерена интелигенција била је доста испод просечне. Али, постепено њихово постигнуће се поправљало све док, на узрасту од 14 година, обојица нису показали савршено нормалну интелигенцију.
Чак више занемарено дете била је Џени, која је закључана сама у соби пре него што је имала две године. Више од 11 година, Џени је проводила дане везана за ношу, а ноћи везана у врећи за спавање. Нико није говори са њом. Када јој је отац доносио храну или долазио да је веже за спавање, режао је на њу као звер и гребао је ноктима. Када је ослобођена из ових ужасних услова, Џени је била створење за жаљење.
Иако је имала 13 година, имала је само 27 килограма и била је висока 145 центиметара. Ретко је производила било какав звук и није умела да одржава хигијену. Није умела нормално да хода; уместо тога, вукла је стопала и љуљала се са једне на другу страну. Батерија психолошких тестова показала је да је Џени имала невероватну способност опажања и мишљења о просторним односима, иако је једва могла да говори.
Џени се није толико опоравила, као близанци. Научила је да контролише црева и хода нормално, али никада није развила нормалан говор. Такође је научила разноврсна социјална понашања. Када је откривена, није показивала никакве емоције када би је људи напустили; на крају, ипак се везала за друге људе који су живели на њеном рехабилитационом одељењу у болници. Развила је начине да задржи своје посетиоце и показивала узнемиреност када би отишли. Студије изоловане деце остављају мало места за сумњу да тешка изолација може озбиљно пореметити нормалан развој, али такође показују да екстремна рана ускраћеност неге и нормалне интеракције са средином није нужно погубна за даљи развој. На срећу, ови случајеви су довољно ретки да не можемо знати колико тешка изолација детета треба да буде, и колико дуго да траје, да би довела до неповратних штетних последица. Мали број ових случајева, такође отежава процену ефеката изолације на различите аспекте развоја. Емоционални, интелектуални и физички развој могу бити погођени изолацијом, али ефекти вероватно нису исти.
Студије екстремне изолације покренуле су важно питање, на које није одговорено, како интеракција услова изолације и предиспозиција изолованог детета одређује границе његовог каснијег опоравка? На пример, да ли је важно то што су близанци Колухове имали један другог за друштво? Да ли је Џенина способност просторног мишљења посебна интелектуална способност која би се испољила без обзира на изолацију, или се развила као последица њене непокретности и социјалне изолације? Одговори на оваква питања помогли би нам да разумемо осетљивост за развојне поремећаје деце одгајане у мање екстремним, али ипак неповољним условима, као и факторе који омогућавају њихов опоравак упркос овим условима.

## Рањивост и отпорност
Чак и у време релативног мира и напретка, за велики број одраслих живот је права борба. Реагујући на различите притиске, они стварају мање од оптималне средине за своју децу. Баш зато што ове ситуације нису екстремне, могу трајати годинама и постати стално својство породичне средине која обликује развој деце. На крају, то може допринети деликвентном понашању, неуспеху у школи и проблемима у менталном здрављу. Ратер је са колегама спровео истраживање великог обима о распрострањености психијатријских поремећаја међу 150 енглеских породица. Утврдили су да су четири фактора, узета заједно, чврсто повезана са проблемима у понашању и психијатријским поремећајима током детињства:
1. Породични сукоби.
2. Социјална девијантност родитеља, било криминалне или психијатријске природе.
3. Лош социјални статус, укључујући ниске приходе, неодговарајући смештај, и велики број деце блиског узраста.
4. Лоша школска средина, укључујући велики број смена и одсуствовања запослених, одсуства ученика, и велики проценат ученика из породица лошег економског статуса.

Ниједан од ових фактора засебно није био повезан са психијатријским поремећајима у детињству. Али, ако су бар два била присутна истовремено - на пример, ако један родитељ има поремећај личности и породица има мале приходе – ризик да ће дете имати психијатријских проблема повећавао се 400 процената. Нагласак који су Ратер и колеге ставили на кумулативну природу ризичних фактора, поткрепљен је све већим бројем истраживања.
Многа истраживања су показала да комбинација биолошких, социјалних и еколошких фактора, који делују током извесног времена, доводи до озбиљних развојних проблема. Истовремено, сва ова истраживања су утврдила и значајне индивидуалне разлике међу децом која живе у високостресним условима. Нека од ове деце сналазе се боље у таквим условима него друга. Ово запажање навело је психологе да код деце трагају за изворима такве отпорности при суочавању са тешкоћама.

### Карактеристике породице
Породица је основни систем подршке за дете. Очекивало би се да су разлике у врсти подршке коју породице пружају деци, повезане са способношћу деце да одолевају претњама по свој развој. Ова идеја нашла је потврду у великом броју разноврсних истраживања. Многи начини на које карактеристике породице утичу на факторе ризика и отпорност деце могу се видети у резултатима амбициозне лонгитудиналне студије велике, расно мешовите групе деце рођене на хавајском острву Кауаи. Статистички, ова деца су имала велику вероватноћу да имају развојне проблеме јер су потицали из породица са ниским примањима, стопа превремених порођаја и тешкоће током порођаја биле су учесталије од просека, а њихове мајке су имале мало формалног образовања.
Истраживачи су утврдили да су следећи услови смањили ризик од развојних тешкоћа:
- Породица нема више од четворо деце.
- Више од две године раздваја праћено дете од следећег старијег или млађег брата / сестре.
- Мајци су биле доступне друге особе за помоћ око бебе (отац, родитељи, старија деца).
- Посао мајке, чак и кад је била запослена ван куће, није био претеран.
- Дете је добјало значајну количину пажње од особа које су се о њему бринуле током одојаштва.
- Брат/сестра су помагали око бебе или се о њој бринули током детињства.
- Породица је обезбеђивала структуру и правила током адолесценције.
- Породица је била кохезивна.
- Дете је имало неформалну, вишегенерацијску мрежу рођака и пријатеља током адолесценције.
- Кумулативни број хронично стресних животних догађаја током детињства и адолесценције није био велики.

### Карактеристике заједнице
Уопштено, деца из сиромашних заједница чешће пате од развојних тешкоћа, него деца из богатих заједница. И друге карактеристике заједнице у којој дете живи, такође утичу на вероватноћу да ће развити проблеме. На пример, деца која живе у сиромашним насељима у граду имају значајно већи ризик за развој психолошких поремећаја, него деца која живе у релативно сиромашним малим градовима или сеоским областима.
Утврђено је да фактор који умањује дејство негативних карактеристика заједнице јесте јачина социјалне мреже подршке коју чине рођаци и социјалне службе. На пример, утврђено је, да је социјална подршка за родитеље базирана на заједници, коју је обезбеђивала Национална здравствена служба у Енглеској, значајно повећавала количину и квалитет интеракција малолетних мајки са бебама. Ове мајке су се понашале на начин који је доприносио здравијим развојним исходима, према критеријумима које смо раније описали.
Сада се мало зна о факторима ван куће који помажу да се за децу ублаже стресни и депривирајући услови живота. Један фактор који изгледа прави разлику је школа. Деца из угрожених и несложних породица ређе развијају психолошке проблеме ако похађају школу са пажљивим и осетљивим особљем, и бољим школским постигнућима.

### Карактеристике детета
Ниједна темпераментална црта уочљива у одојаштву, као што је ниво активности или дистрактивности, сама не може да предвиди психолошко прилагођавање у зрелом добу. Међутим, према налазима лонгитудиналне студије, младе зреле особе које пате од  психијатријских поремећаја се често разликују од психолошки здравих зрелих особа по профилу темперамента из времена одојаштва.
Утврђено је да одојчад окарактерисана као „тешка“ – која испољавају нередовност биолошких функција, негативне реакције на нове ситуације и људе, и честа негативна расположења – чешће имају психолошке проблеме као одрасли. Међутим, да ли је тежак темперамент фактор ризика зависи од културних услова. Једно истраживање пружа драматичне доказе да темпераменталне карактеристике које се сматрају тешким у једној култури, могу бити суштинске за развој у другој. У истраживању, 48 мајки беба старих 4 до 5 месеци из племена Масаи (Источна Африка) одговарало је на упитник о темпераменту одојчета. У време када је рађено истраживање, Масаиземља је била погођена тешком сушом и много људи је напуштало своја родна села у потрази за храном. Када су се истраживачи вратили неколико месеци касније, да спроведу пратеће истраживање са 10 најтежих и 10 најлакших беба, издвојених на основу претходног тестирања, могли су да нађу само 13 породица, 7 из групе „лаких“ и 6 из групе „тешких“. Поред тога, утврдили су да је 5 од 7 „лаке“ деце умрло. Од 6 тешке деце, петоро је било живо.
Друга истраживања дала су додатне доказе да карактеристике детета могу да утичу на способност детета да преживи тешке услове. На основу докумената социјалних, здравствених и психијатријских служби и образовних институција, као и интервјуа и тестова личности, утврђено је да су деца која су најбоље подносила услове живота током прве две деценије, била она коју су њихове мајке описале као „врло активну“ и „социјално респонзивну“, када су били одојчад. Извештаје мајки потврдили су независни посматрачи, који су забележили да су ова деца испољавала „изражену аутономију“ и „позитивну социјалну оријентацију.“ Када су испитивана током друге године живота, ова деца су имала посебно добре резултате на различитим тестовима, укључујући и мере моторног и језичког развоја.

## Трансакциони модели развоја
Иако подаци из истраживања развојних ризика показују да неколико фактора повећава вероватноћу дуготрајних развојних тешкоћа, такође показују да би и разматрање једног фактора у изолацији била грешка. Различити утицаји на развој изгледа да делују у комбинацији. У једном истраживању је утврђено да су деца окарактерисана као „тешка“, чешће него она „лака“ патила од развојних проблема када су њихови родитељи били у сукобу, а породицу су притискали и други проблеми.
Истраживачи су указали да темпераментално „тешка“ деца повлаче много варница у својим породицама током периода стреса, што додатно отежава њихову иначе тешку ситуацију, док су „лака“ деца у стању да остану ван сукоба. Друго објашњење је да се „лака“ деца не узбуђују због искустава, као што су породичне свађе, која тешко погађају „тешку“ децу. Неколико истраживача је развило моделе који наглашавају међудејство међу различитим факторима који делују на развој. Ови трансакциони модели утврђују начине на које карактеристике детета и карактеристике дететове средине међусобно делују током времена, одређујући развојне исходе.
Међутим, рана институционализација није нужно водила до трајних тешкоћа. Жене одгајане у институцији, којима су мужеви пружали подршку, биле су подједнако успешне у родитељству као и жене из контролне групе. Ови позитивни резултати навели су истраживаче на закључак да институционализација током одојаштва и детињства, и недостатак јаких афективних веза који иду с тим, не осуђују нужно жене да постану лоше мајке. Ако се уобичајени след последица прекине и успостави интеракција позитивних фактора, уследиће нормално понашање.
Профили младих мушкараца одгајаних у институцијама, на сличан начин су показивали да позитивно касније искуство смањује ризик од дугорочних тешкоћа. Једна посебно интересантна полна разлика је у томе што су мушкарци чешће него жене налазили партнера који им је пружао подршку, и подизали децу у очуваној породици, заустављајући преношење њиховог негативног раног искуства на следећу генерацију.

## Опоравак од депривације
Растући број доказа да дуготрајне последице ране социјалне или интелектуалне депривације зависе у значајној мери од каснијих услова, подстакао је потрагу за принципима успешне интервенције. Кључни елемент у сваком покушају да се отклоне развојни проблеми јесте уклањање из неповољне средине, али таква промена сама по себи није довољна за опоравак. Када су деца у Либану премештена из сиротишта у боље институције, нису достигла нормалан ниво развоја. Девојчице нису показивале никакав напредак, а иако су дечаци показивали неки напредак, он ни у ком случају није био потпун. Слично томе, када је Џени премештена из своје изолације, она се опоравила у некој мери, али не до нивоа који се сматра нормалним за њен узраст.
Ови налази покрећу питање о условима који су неопходни за опоравак након ране депривације. Истраживања са мајмунима, комбинована са раштрканим студијама људских субјеката, указују шта може допринети опоравку (Експеримент Хари Харлова).

## Афективно везивање
Основна стратегија изучавања дугорочних последица различитих образаца афективног везивања јесте процењивање афективне везаности деце непосредно пре првог рођендана и затим поново, неколико година касније. Подаци у вези са каснијим развојним исходима различитих образаца афективне везаности су мешовити. На пример, у једном истраживању утврђено је да сигурно везана деца, на узрасту од две године, сарађују са својим мајкама у тешким задацима решавања проблема на ефикаснији начин него деца која испољавају неки од анксиозних образаца везивања. Сигурно везана деца, такође, постижу веће скорове на беби-скалама. Она су знатижељнија, успешније се играју са вршњацима на узрасту од 3½ године, и имају боље односе са наставницима. У посебно обимном истраживачком пројекту утврђено је да се на основу класификације афективне везаности током одојаштва, може предвидети квалитет интеракција између десетогодишње деце и њихових и вршњака и наставника. Деца која су у одојаштву процењена као сигурно везана била су социјално вештија, стварала су више пријатељстава, испољавала веће самопоуздање и била мање зависна од друге деце, и према извештајима наставника и према проценама посматрача. С друге стране, Бејтс, Мезлин и Френкл нису пронашли везу између обрасца афективне везаности у „непознатој ситуацији“ са 12 месеци, и проблема у понашању са 3 године. Чак и у истраживањима која су утврдила општи однос између несигурне везаности и каснијих проблема у понашању, често је постојао велики број изузетака. Ове недоследности у налазима одражавају сложеност предвиђања развоја уопште.
Истраживачи који верују да обрасци афективне везаности остају доследни током развоја, верују да афективна везаност детета за примарног родитеља служи као модел за све касније односе. Ово виђење слично је Фројдовом. Бретертоне, на основу Болбијеве формулације,  сматрао да одојче изграђује унутрашњи радни модел односа према људима, а затим га користи да открије шта да ради сваки пут када се нађе у новој ситуацији. Све док се људи са којима су у интеракцији понашају на начин који им омогућава да успешно примене свој унутрашњи радни модел, може се очекивати да ће га деца користити у свим својим односима.
Према истраживачима, који верују да деца покушавају да понове облике интеракције који су типични код куће – у Бретертоновим терминима, да примене свој унутрашњи радни модел – може се очекивати да ће ова деца настојати да буду близу васпитача. Ако васпитач види такво понашање као љубазност, сарадњу и жељу за учењем, деци ће овај унутрашњи радни модел бити успешан. Тако ће се исти образац интеракције наставити, а можда ће га васпитач чак ојачати. Али, претпоставимо да васпитач тумачи такво понашање као претерано зависно. Он може уредити за такву децу да помажу млађима, стидљивијој деци, обезбеђујући им тако нове облике социјалне интеракције. Као резултат, унутрашњи радни модел деце ће се променити и њихове касније интеракције са другима ће се разликовати од ранијих образаца. Овде видимо и како унутрашњи радни модел односа може створити континуитет у социјалним интеракцијама током времена, и зашто може бити тешко предвидети да ли ће се обрасци интеракција одојчета одржати и касније у животу. Степен континуитета ће зависити од природе почетног унутрашњег радног модела и обима у коме се он покаже адаптиван у бројним контекстима у којима ће се деца наћи касније у животу.

## Когнитивни развој
Много деценија истраживачи су веровали да се на основу индивидуалних разлика у интелектуалном развоју одојчади не могу предвидети каснија постигнућа, да постоји мало континуитета у когнитивним процесима од одојаштва ка каснијем животу. Након прегледа бројних истраживања у којима су корелирани резултати на беби-скалама са резултатима на каснијим тестовима, Коп и Мекол  су једногласно закључили „да се на основу тестова задатих током првих 18 месеци не може предвидети IQ у детињству, у било ком корисном или интересантном степену“. 
Корелације између стандардизованих психолошких тестова способности деце и тестова когнитивних способности за старије узрасте, значајно се поправљају за децу старију од 24 месеца. Ипак, тестови задати на узрасту од 3, 4 и 5 година нису довољно предиктабилни за касније понашање, осим ако њихово функционисање значајно одступа од норми. У скорије време, психолози су донекле успешнији у показивању да се на основу индивидуалних когнитивних карактеристика мерених у одојаштву, могу предвидети касније интелектуалне способности. Кључна разлика између ранијих (генерално неуспешних) и скоријих истраживања је у томе што ранија истраживања нису захватала исте психолошке процесе на оба узраста када су деца тестирана; стандардизовани тестови за млађе узрасте почивају претежно на сензомоторној сфери, док се тестови интелектуалних способности старије деце фокусирају на појмовну сферу.
Неколико савремених психолога тврди да је могуће показати умерен степен континуитета од одојаштва током детињства, када се узму у обзир одговарајућа понашања и када се пажљиво мере. Једна линија у прилог тврдњи о когнитивном континуитету између одојаштва и детњства, долази из истраживања брзине којом одојчад обрађује визуелне информације. На пример, утврђено је да одојчад која се нагло хабитуира на поновљене догађаје, касније испољава карактеристике које психолози повезују са напредним интелектуалним развојем у раном детињству. На пример, ова деца чешће брзо истражују своју околину, играју се на развијеније начине, успешна су на различитим задацима решавања проблема и формирања појмова.
Друга техника почива на склоности неких беба да гледају у нове стимулусе. Утврђено је да деца која показују јаку склоност ка скенирању нових слика чешће него деца незаинтересована за скенирање, постижу боље резултате на тестовима интелектуалног и језичког развоја на узрасту од 2 и 3 године.